# Calamagrostis polygama
Calamagrostis polygama là một loài thực vật có hoa trong họ Hòa thảo. Loài này được (Griseb.) Parodi mô tả khoa học đầu tiên năm 1928.